# Mikroregion Itaguaí

Mikroregion Itaguaí

Mikroregion Itaguaí – mikroregion w brazylijskim stanie Rio de Janeiro należący do mezoregionu Metropolitana do Rio de Janeiro. Ma powierzchnię 906,7 km².

## Gminy
- Itaguaí
- Mangaratiba
- Seropédica